# Joseph P. Iddings
Joseph Paxson Iddings (21 janvier 1857 - 8 septembre 1920) est un géologue et pétrologue américain.

## Biographie
Joseph Paxson Iddings est né à Baltimore, Maryland le 21 janvier 1857, fils d'un grossiste à Philadelphie,,,,. Il obtient une maîtrise de la Sheffield Scientific School du Yale College en 1877. Puis il étudie la chimie analytique à l'Université. Plus tard, il est transféré à l'Université Columbia où il étudie la géologie sous la direction de John S. Newberry. Il passe l'année 1879-1880 à l'Université de Heidelberg, où il mène des recherches pétrographiques sous la direction de Karl Rosenbusch.
De juillet 1880 à 1895, il travaille au Institut d'études géologiques des États-Unis.
À partir de 1892, il enseigne à l'Université de Chicago, où un département de pétrologie, le premier du genre au monde, est créé spécialement pour lui. En 1908, il quitte l'université et se retire dans sa maison de campagne du Maryland, menant ses propres recherches. Il meurt célibataire et sans enfant à son domicile de Sandy Spring, Maryland, le 8 septembre 1920, d'une néphrite chronique.

## Héritage
La National Academies Press qualifie Iddings de "leader exceptionnel de la pétrologie". Iddings est membre de l'Académie nationale des sciences, de la Société géologique de Londres, de la Société américaine de philosophie, de la Société américaine de géologie. L'Université Yale crée une bourse Iddings pour les études supérieures.
Le minéral iddingsite porte son nom.